# Rubén Garabaya
Rubén Garabaya Arenas (Avilés, Asturias, 15 de septiembre de 1978) es un exjugador y entrenador de balonmano español. Jugaba en la posición de pivote y su último club fue el Club Balonmano Ciudad de Logroño de la Liga Asobal. Fue internacional con la selección de balonmano de España, con la que jugó el Campeonato Mundial de 2005 en Túnez y el Campeonato Mundial de 2007. 
Nació en el barrio avilesino de Villalegre. Con 12 años se unió a la escuela del Balonmano Corvera de su ciudad natal. 
Debutó como profesional en el Ademar de León en la temporada 1997/1998. 
El 27 de diciembre de 2006 fue operado de una fractura en la nariz, que sufrió en un entrenamiento con la selección española mientras preparaban el campeonato mundial de Alemania. Esta lesión hizo que fuera sustituido por el también pivote Carlos Prieto Martos durante su recuperación, finalmente se recuperó a tiempo para el mundial y ocupó su puesto en la selección. Fue convocado para jugar el Europeo de balonmano de Noruega del 2008
Actualmente es el entrenador del Club Deportivo Elemental Sinfín Balonmano de Santander

## Equipos
| Club                            | País   | Año         |
| ------------------------------- | ------ | ----------- |
| Caja España Ademar              | España | 1997 - 1999 |
| Frigoríficos Cangas del Morrazo | España | 1999-2001   |
| BM Valladolid                   | España | 2001-2007   |
| FC Barcelona                    | España | 2007-2010   |
| Naturhouse La Rioja             | España | 2010-2018   |

## Palmarés

### Fútbol Club Barcelona
- Copa del Rey (2009 y 2010)
- Supercopa de España (2009 y 2010)
- Copa ASOBAL (2010)

### Ademar León
- Copa Asobal (1998)
- Recopa de Europa (1999)
- Copa del Rey (1999)

### BM Valladolid
- Copa Asobal (2002)
- Copa del Rey (2005)
- Copa del Rey (2006)

### Selección nacional

#### Campeonato del Mundo
- Medalla de oro en el Campeonatos del Mundo de 2005

- Medalla de bronce en el Campeonatos del Mundo de 2011

#### Campeonato de Europa
- Medalla de plata en el Campeonato de Europa de 2006

#### Juegos Olímpicos
- Medalla de bronce en los Juegos Olímpicos de 2008